# Margaretha von Staufen

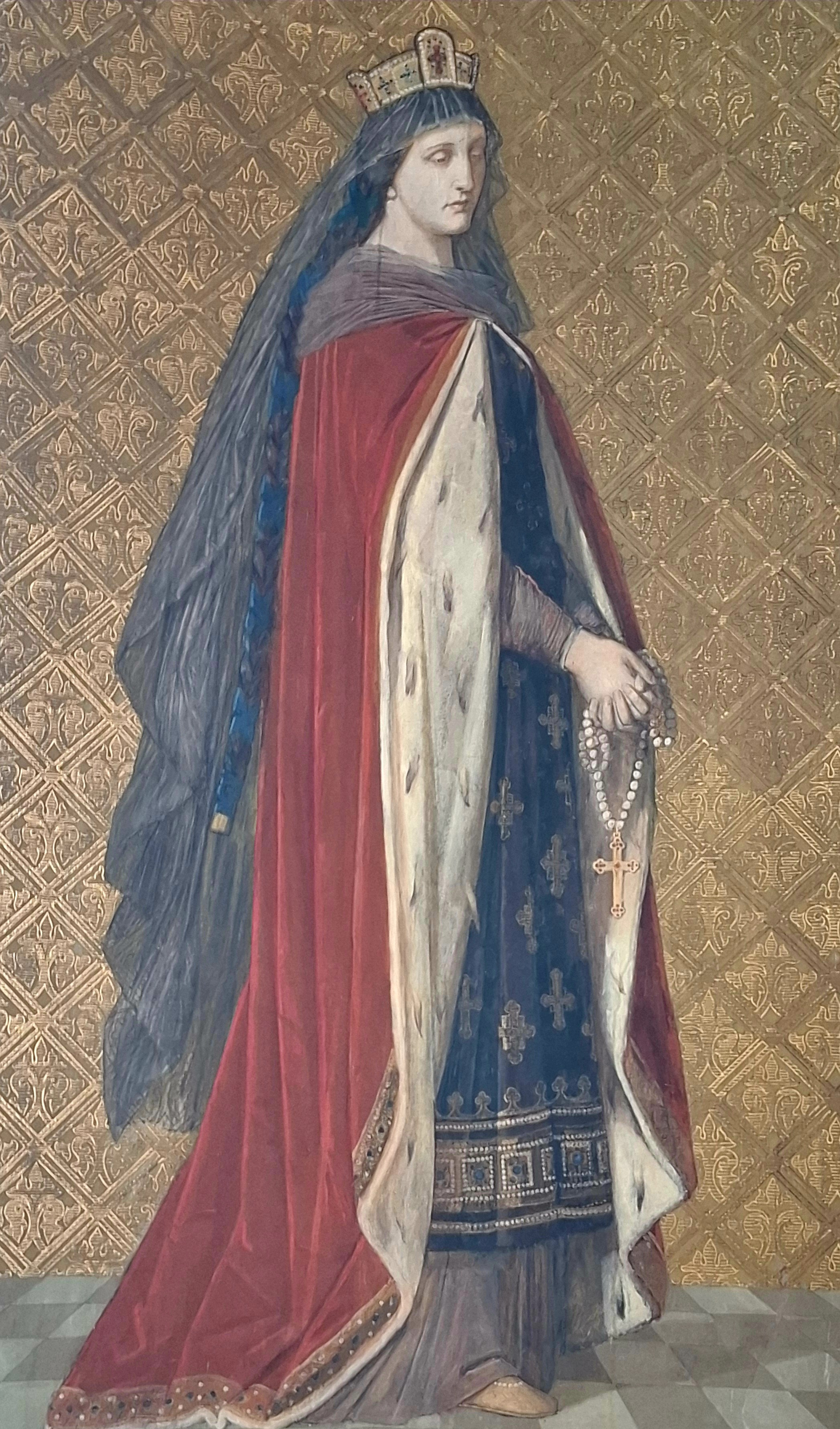
Margaretha von Hohenstaufen. Wandmalerei von Anton Dietrich (1833–1904) in der Albrechtsburg in Meißen.

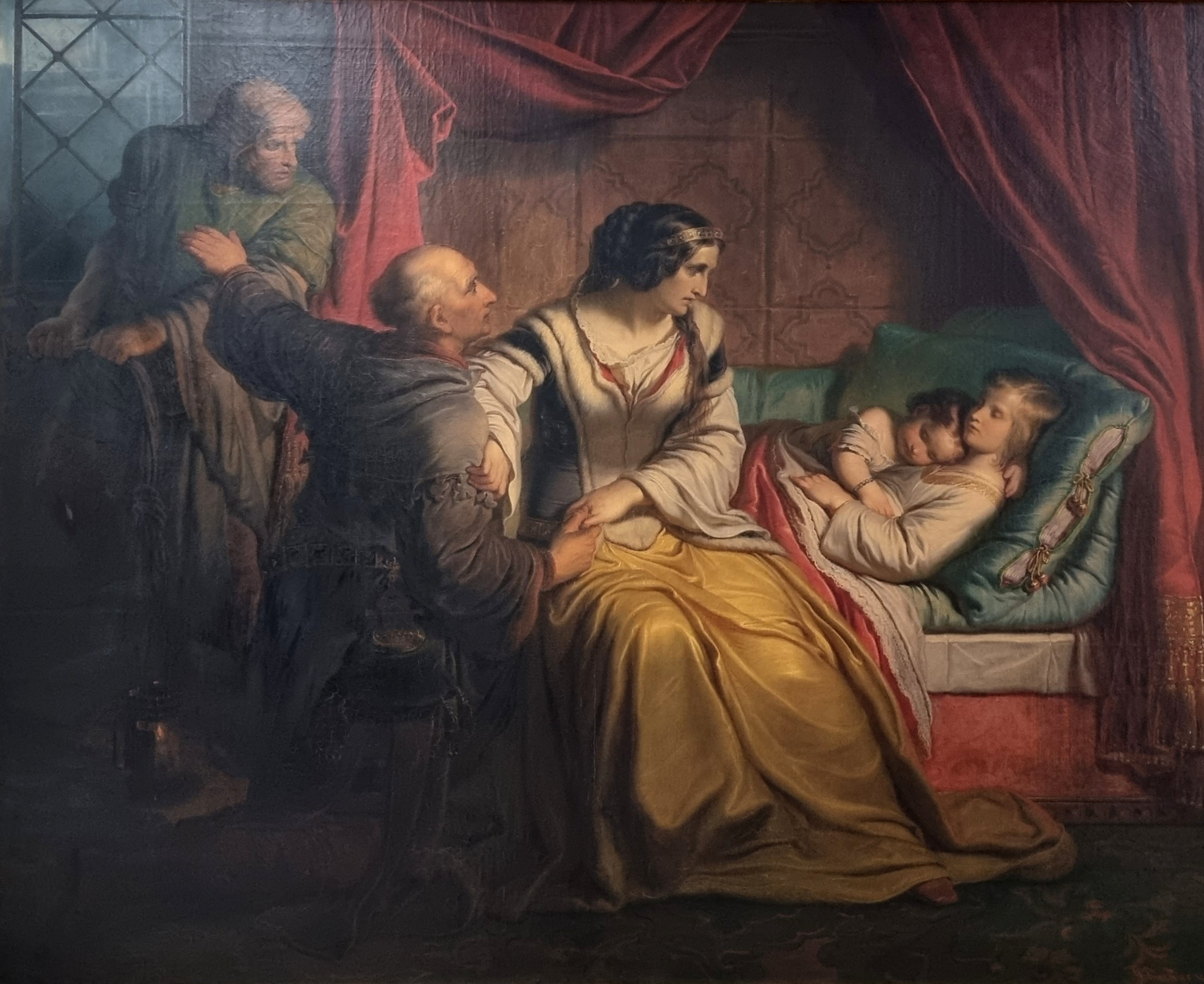
„Abschied der Landgräfin Margaretha von Thüringen von ihren Kindern“;
Historiengemälde von Heinrich Justus Schneider, 1845

Margaretha von Staufen (* Ende 1237; † 8. August 1270 in Frankfurt am Main) war eine sizilianische Prinzessin aus dem Haus der Staufer und durch Heirat Landgräfin von Thüringen.

## Leben
Die Tochter Kaiser Friedrichs II. und dessen dritter Gemahlin Isabella von England wurde die erste Gemahlin Albrechts II. (des Entarteten). Beide waren bereits als Kleinkinder 1242 verlobt worden. Als Mitgift erhielt Margaretha das Pleißnerland (Altenburg, Zwickau usw.). 1254 oder 1256 wurde Hochzeit gehalten. Sie wohnte mit ihrem Mann erst auf der Eckartsburg in Eckartsberga, dann auf der Wartburg.
Nach einem Ehebruch Albrechts mit Kunigunde von Eisenberg reiste Margaretha am 24. Juni 1270 von der Wartburg ab. Vorher biss sie angeblich ihren Sohn Friedrich in die Wange; er hieß fortan Friedrich der Gebissene. Margaretha ging zunächst auf die Krayenburg, von dort zum Kloster Kreuzberg (im heutigen Philippsthal (Werra)), dann nach Fulda.
Schließlich zog sie nach Frankfurt, wo sie im Weißfrauenkloster unterkam und wenig später verstarb. Als 1953 im Rahmen des Abbruchs der im Zweiten Weltkrieg zerstörten Weißfrauenkirche Ausgrabungen stattfanden, wurden rund 70 Grabstätten nachgewiesen. Das Grab der Landgräfin konnte nicht gefunden werden.

## Nachkommen
Ihre Kinder waren:
- Heinrich (* 21. März 1256, † zwischen 25. Januar und 23. Juli 1282), Erbe des Pleißnerlandes, verschollen in Schlesien
- Friedrich der Gebissene (* 1257, † 16. November 1323 auf der Wartburg), vermählt mit Agnes von Görz und Tirol, danach mit Elisabeth von Arnshaugk
- Dietrich (* 1260, † 10. Dezember 1307 in Leipzig), vermählt mit Jutta von Henneberg
- Agnes (* vor 1264, † nach September 1332), vermählt vor 1284 mit Heinrich dem Wunderlichen von Braunschweig-Grubenhagen; Mutter der byzantinischen Kaiserin Irene Alemanna

## Belletristische Darstellung
- Bernd Kaufmann: Der Verleumdete. Die Geschichte des Landgrafen Albrecht II. von Thüringen. Erstes Buch: Margareta. BKP-Verlag GmbH, Zweibrücken 2009, ISBN 978-3-9813424-0-6 und Der Verleumdete. Die Geschichte des Landgrafen Albrecht II. von Thüringen. Zweites Buch: Krieg der Söhne. BKP Verlag GmbH, Zweibrücken 2011, ISBN 978-3-9813424-3-7.